# Lygosoma ashwamedhi
Lygosoma ashwamedhi là một loài thằn lằn trong họ Scincidae. Loài này được Sharma mô tả khoa học đầu tiên năm 1969.